# Nybodtjärnen (Bergsjö socken, Hälsingland)
Nybodtjärnen är en sjö i Nordanstigs kommun i Hälsingland och ingår i Harmångersåns huvudavrinningsområde.